# Pokroková demokratická strana (Gibraltar)
Pokroková demokratická strana (anglicky Progressive Democratic Party, zkratka PDP) je gibraltarská politická strana založená v červnu 2006 právníkem, bývalým členem Gibraltarských sociálních demokratů a zástupcem ministerského předsedy Keithem Azopardim.
Strana je mnohými pokládána, především konkurenční Novou gibraltarskou demokracií za odštěpeneckou skupinu od Gibraltarských sociálních demokratů (GSD), především díky osobám zakladatelů Azopardiho a Nicka Cruze, bývalým předním prominentům GSD.
Někteří z předních zakládajících členů odešlo ze strany v listopadu 2006 kvůli podpoře strany nové gibraltarské ústavy v listopadovém referendu. Pokrokoví demokraté se i přes výhrady rozhodli podporovat ústavu, „protože představuje masivní skok vpřed od ústavy z roku 1969 a protože nás do mnohem lepší pozice pro následující kroky.“

## Volby
Ve všeobecných volbách do gibraltarského parlamentu v roce 2007 získala strana 3,75% a žádný mandát.